# John Condit
John Condit (Orange, 1755. július 8. – Orange, 1834. május 4.) az Amerikai Egyesült Államok szenátora (New Jersey, 1803–1809 és 1809–1817).